# Vorschau (Software)
Vorschau (in der englischen Originalversion Preview) ist ein ursprünglich von NeXT entwickeltes und später durch Apple übernommenes Programm zur Darstellung und Bearbeitung von Bildern, zur Darstellung und Annotierung von PDF-Dateien und zur Steuerung angeschlossener Scanner. Es unterstützt unter anderem die Dateiformate PDF, JPEG, JPEG 2000, TIFF, GIF, PICT, BMP, SGI, TGA, PSD, ICO, ICNS, PNG und EPS. Seit Version 11.0, die Bestandteil von macOS Catalina und macOS Monterey ist, wird auch das Format WebP unterstützt. Seit macOS Sonoma wird PostScript nicht mehr unterstützt.

## Funktionen
Vorschau kann Bilder und PDF-Dokumente anzeigen, bearbeiten und in verschiedene Formate exportieren. Des Weiteren ist es möglich, mittels der Erweiterung Markierungen, Linien, Formen und Text einem Dokument hinzuzufügen. Auch das Einfügen von Notizen und Unterschriften ist möglich. Zudem können in PDF-Dokumenten auch Bereiche redigiert/geschwärzt sowie Seiten entfernt bzw. hinzugefügt werden. Reines anzeigen ist auch über Quick Look des Finders möglich.